# Haloschizopera ruthorum
Haloschizopera ruthorum är en kräftdjursart som beskrevs av Por 1967. Haloschizopera ruthorum ingår i släktet Haloschizopera och familjen Diosaccidae. Inga underarter finns listade i Catalogue of Life.